# Stegodyphus africanus
Stegodyphus africanus is een spinnensoort uit de familie van de fluweelspinnen (Eresidae).
De wetenschappelijke naam van de soort werd in 1866 als Eresus africanus gepubliceerd door John Blackwall.